# Achille Daroux
Pour les articles homonymes, voir Daroux.
Achille Pierre Anatole Eugène Daroux est un homme politique français, né le 25 juillet 1866 à Saint-Prouant (Vendée) et mort le 25 avril 1953 à Maillezais (Vendée).

## Biographie
Fils d'un instituteur, Achille Daroux fait des études de médecine à Bordeaux. Après son doctorat, il part exercer dans sa Vendée natale.
Il est élu conseiller municipal de Maillezais en 1904, et constamment réélu jusqu'à sa mort. Il devient conseiller général du canton de Maillezais en 1906, mandat qu'il exerce sans interruption jusqu'en 1940. Il devient ensuite maire, de 1930 à 1935, et président de la fédération vendéenne du Parti radical.
En 1932, il est élu député, et réélu en 1936. Pendant ses deux mandats, le député Daroux appartient à la commission de l'Hygiène et à celle des Postes, téléphones et télégraphes.
Le 10 juillet 1940, il vote contre les pleins pouvoirs à Philippe Pétain. Il s'engage ensuite dans la Résistance, faisant partie du Comité départemental de Libération.

## Décoration
- Chevalier de la Légion d'honneur

## Sources
- « Achille Daroux », dans le Dictionnaire des parlementaires français (1889-1940), sous la direction de Jean Jolly, PUF, 1960 [détail de l’édition]
- Pierre Miquel, Les quatre-vingts, éditions Fayard, 1995,  (ISBN 2-213-59416-3)
- Jean Odin, Les Quatre-vingts, FeniXX réédition numérique, 1996, 232 p. (ISBN 978-2-40207-154-3)